# Emmy Lou Packard
Emmy Lou Packard, také známá jako Betty Lou Packard (15. dubna 1914 poblíž El Centro – 22. února 1998 San Francisco) byla americká vizuální umělkyně a sociální aktivistka v San Franciscu v Kalifornii. Byla známá svými malbami, tisky a nástěnnými murály, které byly často politické.

## Životopis
Narodila se 15. dubna 1914 poblíž El Centro v Kalifornii Emmě a Walterovi Packardovým. Její otec založil zemědělské družstvo v Imperial Valley a byl mezinárodně známým agronomem. V roce 1927 rodina Packardových cestovala do Mexika, kvůli Walterově práci pro mexickou vládu, pro níž pracoval na problematice agrární a pozemkové reformy. Tehdy třináctiletá Emmy se již věnovala malbě a kresbě. Její matka ji seznámila s umělci Diegem Riverou a Fridou Kahlo, čímž započalo dlouhodobé přátelství a mentorství.
V roce 1934 utekla do Nevady, aby se prodala za architekta Burtona Cairnse, čerstvého absolventa Kalifornské Univerzity v Berkeley. Společně měli syna Donalda Cairnse.
Emmy začala studovat na Kalifornské univerzitě v Berkeley, kam na přednášky brala i svého malého syna. V roce 1936 získala bakalářský titul. Později studovala sochu, nástěnnou malbu a fresku v San Francisco Art Institute.

### Kariéra

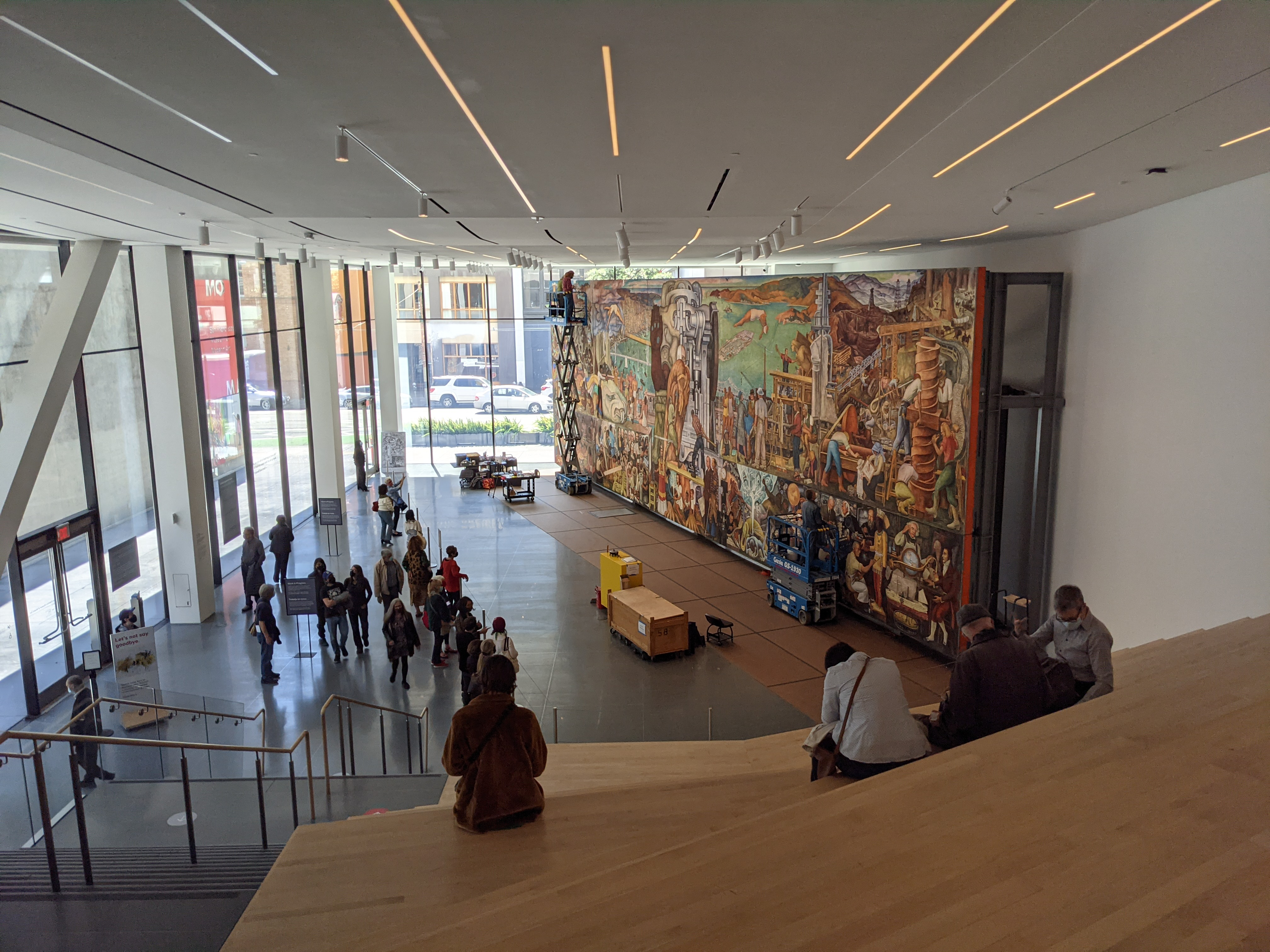
Nástěnná malba Pan American Unity od Diega Rivery

V roce 1939 její manžel Burton Cairns zemřel při autonehodě. Po jeho smrti odcestovala do Mexika, aby pracovala jako asistentka pro Riveru a Kahlo. Během času, kdy žila společně s párem umělců, pořídila mnoho jejich fotografií. Když Diego Rivera přijel v roce 1940 do San Francisca na mezinárodní výstavu Golden Gate International Exposition, požádal Emmy, aby byla jeho hlavní asistentkou při vytváření nástěnné malby Pan American Unity.
Mezi lety 1944–1945, krátce pracovala jako ilustrátorka dělnických novin loděnic v San Francisco Bay Area. Ilustrovala také učebnice pro třetí ročník sanfranciských základních škol a organizovala každoroční umělecký festival San Francisco Arts Festival. Také byla zakladatelkou svazu umělců Artists Equity. Během této doby namalovala kolem 300 maleb, akvarelů a kreseb, které vystavila v Los Angeles a San Franciscu, čímž upevnila svou pozici na umělecké scéně.
Dne 29. května 1959 se provdala za umělce Byrona T. Randalla a opustila Bay Area, aby se přestěhovala do Mendocina. Tím začalo její dekáda v Mendocinu, která byla krátkou zastávkou v její dlouhé kariéře, ale přesto hluboce poznamenala místní komunitu. Emmy s Randallem koupili dům s výhledem na oceán, který přetvořili na své domácí umělecké studio, pokoje pro hosty a galerii. Dům se stal místem setkávání jejich přátel, ale také pro rostoucí politickou stranu Peace and Freedom Party. Vedle toho sloužil i jako hlavní kancelář pro Emmyinu dekádu dlouhou úspěšnou snahu o zajištění ochrany pro útesy na pobřeží – Mendocino Headlands. Na konci 60. let se manželství začalo rozpadat. V roce 1969 se Emmy vrátila do San Francisca, kde se stala místní velmi oblíbenou figurou ve čtvrti Mission District, kde podporovala hispánskou kulturu. S Randallem se rozvedli se v roce 1972.
V polovině 60. let, Emmy navrhla a vytvořila murál v exteriéru stravovacích prostor na Kalifornské univerzitě v Berkley v centru studentského svazu v Lower Sproul. Také navrhla zídku terasy, která je ozdobena 26 metrů dlouhým a 1,5 metrů vysokým modernistickým reliéfem vyobrazující kalifornskou krajinu včetně útesů na pobřeží, obdělaných polí, hor a řek, který se nachází na středové fasádě Chavézova studentského centra Kalifornské univerzity v Berkeley v Lower Sproul.
V roce 1960 a 1975, Emmy společně s Dorothy Wagner Puccinelli opravovaly nástěnné malby, včetně Coit Tower.
Emmy byla aktivní členkou komunity ve sanfranciské části Mission District a sanfranciského komunitního murálového hnutí. V roce 1974 pracovala jako technická poradkyně murálu pro dílo Homage To Siqueiros (1974), murálový projekt na budově Bank of America nacházející se na Mission Street a 23. ulici. Autoři malby jsou místní umělci Jesús „Chuy” Campusano, Luis Cortázar a Michael Rios.

### Smrt a odkaz
Emmy Lou Packard zemřela 22. února 1998 v San Franciscu v Kalifornii v důsledku cukrovky a přidružených nemocí. V roce 2022 jí umělecké centrum Richmond Art Center uspořádalo výstavu linorytů „Emmy Lou Packard: Artist of Conscience.” (v překladu: Emmy Lou Packard: Umělkyně svědomí).